# István Tóth (luchador)
István Tóth (Szolnok, Hungría, 3 de octubre de 1951) es un deportista húngaro retirado especialista en lucha grecorromana donde llegó a ser subcampeón olímpico en Moscú 1980.

## Carrera deportiva
En los Juegos Olímpicos de 1980 celebrados en Moscú ganó la medalla de plata en lucha grecorromana de pesos de hasta 62 kg, tras el luchador griego Stelios Mygiakis (oro) y por delante del soviético Boris Kramarenko (bronce).